# X (соціальна мережа)
X (укр. ікс), до 2023 року знана як Twitter (укр. твіттер, від англ. twit — цвірінькати, щебетати) — соціальна мережа, яка є мережею мікроблогів та надає можливість користувачам надсилати короткі текстові повідомлення (до 280 символів, до 2017 року — до 140 символів), використовуючи SMS, служби миттєвих повідомлень і сторонні програми-клієнти.

## Історія
Створений Джеком Дорсі у 2006 році, Twitter незабаром завоював популярність у всьому світі. Станом на 1 січня 2011 року сервіс нараховував понад 200 млн користувачів. 100 мільйонів користувачів проявляють активність хоча б раз на місяць, з них 50 мільйонів користуються Twitter щодня. 55 % користуються Twitter на мобільних гаджетах, близько 400 мільйонів унікальних відвідувань отримує за місяць безпосередньо сайт twitter.com. З 18 по 19 листопада 2014 року, хакери співтовариства Anonymous завдали шкоду сайту, зробивши його небезпечним на пару годин.
В 2010 році дохід компанії сягнув $45 млн за продаж онлайн-реклами.
До 7 листопада 2017 року максимальна кількість символів у повідомленні становила 140 символів. Збільшення ліміту до 280 знаків було прокоментовано розробниками як таке, що допоможе користувачам з латинськими та кириличними мовами рідше досягати ліміту під час написання твіта, чого майже не стається з користувачами ієрогліфічних мов.
Головний офіс компанії розташовано в місті Сан-Франциско, штат Каліфорнія (США). Twitter також має сервери й офіси в Сан-Антоніо (штат Техас) і Бостоні (штат Массачусетс). Станом на вересень 2019 року в компанії працювало понад 4600 осіб (на 2012 рік — понад 900).

### 2020
У травні Twitter став першою з великих технологічних компаній, що дозволила своїм працівникам постійно працювати віддалено. Це було пов'язано з пандемією COVID-19.
15 липня невідомі зловмисники отримали доступ до кількох акаунтів відомих людей та компаній, опублікувавши від їхнього імені твіти з пропозицією надсилати біткойни, обіцяючи у відповідь надіслати подвійну суму. Було зламано такі акаунти: Ілона Маска, Білла Гейтса, Джефа Безоса (Amazon), репера Каньє Веста, Барака Обами, Воррена Баффета, Джо Байдена, Майкла Блумберга, Джека Дорсі, Віталіка Бутеріна, Чарльза Лі, Джастіна Сану, Чанпена Чжао, компанії Ripple, Uber, Apple, криптовалютних бірж Coinbase, Gemini, Kucoin, Bitfinex та інших. Зловмисники виклали адресу bitcoin-гаманця, куди протягом 30 хвилин пропонували надсилати гроші, які мали подвоїтися. Вказаний гаманець отримав близько 300 переказів на $110 тис. Як стало відомо згодом, зловмисники застосували методи соціальної інженерії, щоб отримати у працівників компанії конфіденційну інформацію.
15 грудня Ірландія оштрафувала Twitter на €450 тис. за витік даних, що стався в 2019 році.

### 2021
У 2021 році Twitter розпочав дослідницьку фазу Bluesky, децентралізованого протоколу соціальних мереж з відкритим кодом, де користувачі можуть вибирати алгоритми керування, які вони хочуть. Того ж року Twitter також випустив соціальну аудіофункцію Twitter Spaces; «super follows», спосіб підписатися на творців ексклюзивного вмісту; а також бета-версію «ticketed Spaces», яка робить доступ до певних аудіокімнат платним. У серпні 2021 року Twitter оприлюднив оновлений дизайн зі зміненими кольорами та новим шрифтом Chirp, який покращує вирівнювання за лівим краєм у більшості західних мов.

### 2022
24 квітня мільярдер Ілон Маск отримав згоду на придбання Twitter та розпочав процес оформлення угоди.
Причиною купівлі Маском Twitter було наростання цензури у соцмережі з боку її попередніх власників. Своєю метою він називав зробити Twitter «оплотом свободи слова».
29 жовтня Ілон Маск придбав Twitter. Як було надалі встановлено, акціонерами, які допомогли Маску придбати Twitter стали майже 100 компаній, які отримали частку в 𝕏, хоча багато з них представляли різні фонди, контрольовані однією фірмою чи особою.
31 жовтня, Ілон Маск розпустив раду директорів Twitter, звільнивши дев'ятьох директорів, а з 4 листопада в компанії почалися масові звільнення, було заплановано звільнити половину працівників.
9 листопада було запроваджено позначку «Official» вибраних облікових записів. Протягом року після купівлі компанії Ілоном Маском, з неї було звільнено 80 % співробітників, що склало 550 людей.

### 2023
25 лютого з компанії було звільнено ще 10 % працівників.
11 травня, Ілон Маск заявив, що залишає посаду генерального директора компанії Twitter, і майже одразу він також повідомив, що новою генеральною директоркою соцмережі стане Лінда Яккаріно.
29 травня, згідно повідомлення американської медіа-організації Politico з посиланням на заяву міністра цифрових технологій Франції Жан-Ноеля Барро, платформу Twitter потенційно можуть заборонити в Європі, якщо вона не дотримуватиметься правил боротьби з дезінформацією. Барро також заявив, що американській компанії заборонять в'їзд до ЄС, якщо вона відмовиться дотримуватися нового Європейського закону про цифрові послуги, який набуде чинності на всій території ЄС наприкінці серпня.
5 червня, згідно повідомлення New York Times, доходи Twitter від реклами в США за п'ять тижнів з 1 квітня до першого тижня травня склали $88 млн, що на 59 % менше, ніж роком раніше. Компанія регулярно не досягає своїх тижневих прогнозів продажів у США, іноді навіть на 30 %. У компанії прогнозують, що цього місяця доходи від реклами у США знижуватимуться щонайменше на 56 % щотижня порівняно з минулим роком.
6 червня, нова CEO (англ. Chief Executive Officer) Twitter Лінда Яккаріно почала свою роботу.
10 червня, компанія відмовилася оплачувати свої рахунки за Google Cloud, оскільки цього місяця мав переглядатися контракт між компаніями. Twitter намагався переглянути свій контракт з Google щонайменше з березня.
7 липня Twitter погрожував подати в суд на Meta Platforms через платформу Threads з аналогічним функціоналом, яка запрацювала 6 липня 2023 року. Юристи Twitter надіслали листа директору Meta Марку Цукербергу, в якому стверджується, що корпорація найняла колишніх співробітників Twitter, які «мають доступ до комерційних таємниць Twitter та іншої вкрай конфіденційної інформації».
12 липня колишні співробітники Twitter подали в суд на компанію через невиплату $500 млн компенсацій тисячам звільнених працівників.
23 липня Ілон Маск анонсував новий логотип Twitter, який тепер буде без пташки. Новим логотипом соціальної мережі має стати літера «X». 24 липня Twitter змінив логотип на латинську букву «X» стилізовану, як «𝕏» (Unicode U+1D54F).
30 серпня компанія 𝕏 повернула політичну рекламу, попри те, що раніше подібний контент був заборонений.
18 вересня Маск заявив, що соцмережа 𝕏 може стати платною для користувачів, йшлося про «невелику суму».
26 вересня, за повідомленням інформаційного агентства Bloomberg, ЄС опублікував звіт, що платформу 𝕏 було визнана найбільшим засобом поширення російської брехні та пропаганди.
Дослідники з безпеки в ScamSniffer виявили тривожну тенденцію понад 10 000 сайтів-фішингу, що використовують тактику відомого шахрая в криптосфері під ім'ям «MS Drainer» між березнем 2023 та груднем 2023 року.  для отримання додаткової інформації.
28 вересня, за даними BBC, 𝕏 прибрала можливість поскаржитися на дезінформацію про вибори. За словами дослідників з Reset.Tech Australia, функцію видалили декілька тижнів тому по всьому світу, за винятком ЄС. Цей крок викликав занепокоєння напередодні ключового референдуму в Австралії щодо надання корінним народам більше прав, а також Президентських виборів у США 2024 року. Наразі інструмент доступний лише в ЄС в дещо видозміненому вигляді. Користувачі можуть поскаржитися на публікацію через «Негативний вплив на громадські заворушення чи вибори». За повідомленням The Information, соцмережа 𝕏 також скоротила кількість людей у команді з питань доброчесності виборів та протидії дезінформації і забезпечення чесності виборів. В свою чергу, Ілон Маск теж підтвердив припинення роботи цієї групи.
У грудні 2023 року Єврокомісія розпочала розгляд щодо соцмережі 𝕏 (колишній Twitter) у зв'язку з можливим порушенням нею закону про цифрові послуги.

### 2024
2 січня у виданні The Guardian було повідомлено, що згідно з даними фонду Fidelity, соцмережа 𝕏 втратила 71 % своєї вартості після того, як її власником став Ілон Маск. Fidelity, яка володіє часткою в 𝕏 Holdings, заявила, що з моменту покупки Маска вона знизила вартість своїх акцій на 71,5 %.
У травні, за повідомленням ресурсу The Verge, соцмережа Twitter офіційно змінила своє доменне ім'я. Відтепер при введенні у браузері twitter.com користувачі перенаправлятимуться на домен x.com. Зміна домену стала одним з найнезручніших аспектів рішення Ілона Маска з ребрендингу компанії, зазначив The Verge.
1 серпня стало відомо, що 𝕏 офіційно вилучено з Mac App Store, відповідно користувачі залишилися без доступу до зазначеного застосунку. Пошуки за словами «Twitter» або «𝕏» на платформі Apple більше не показують застосунок, а URL-адреса також не працює, виводячи повідомлення про недоступність. Це означає, що нові користувачі більше не можуть завантажити застосунок, і їм доведеться користуватися версією на основі браузера.
17 серпня 2024 року компанія 𝕏 оголосила про згортання своєї діяльності та закриття своїх операцій у Бразилії. Причиною такого кроку стали цензура та загрози арешту, спрямовані на їхнього юридичного представника в країні з боку судді Верховного суду Александра де Мораеса. В 𝕏 заявили, що їхні численні звернення до Верховного суду не були почуті, бразильське суспільство не отримало інформації про ці накази, а співробітники 𝕏 у Бразилії не несуть відповідальності за блокування контенту на платформі. Тим не менш, суддя обрав шлях погроз, ігноруючи закон і норми правового процесу. Щоб забезпечити безпеку своїх співробітників, компанія 𝕏 прийняла рішення про негайне припинення операцій у країні. Однак доступ до платформи X для користувачів Бразилії збережеться.

### 2025
28 березня, як повідомила телерадіокомпанія CNN, Ілон Маск заявив, що він продав соцмережу 𝕏 своєму стартапу з розробки штучного інтелекту xAI Corp. При цьому в укладеній угоді вказується, що соцмережа перейшла під контроль нової компанії за $33 млрд, що набагато менше, ніж він заплатив за неї у 2022 році.
9 липня, як повідомила телерадіокомпанія CNN, Генеральна директорка соцмережі 𝕏 Лінда Яккаріно заявила, що залишає свою посаду після двох років керівництва компанією.

## Вартість сервісу
30 травня 2023 року, міжнародний телеканал Bloomberg повідомив, що Twitter тепер коштує приблизно втричі менше $44 млрд, за які компанію купив американський бізнесмен Ілон Маск.
Станом на 2024 рік, вартість 𝕏 (колишній Twitter), за оцінками консалтингової фірми Fidelity, різко впала після покупки сервісу Ілоном Маском. Вартість компанії знизилася до менш ніж чверті від первісної ціни $44 млрд, досягнувши приблизно $9,4 млрд. Fidelity, яка інвестувала у 𝕏 через свій фонд блакитних фішок, скоротила вартість свого пакета акцій на 78,7 % станом на кінець серпня. Це свідчить про значне зниження вартості компанії, яке почалося ще в липні 2024 року, коли Fidelity оцінювала свої акції в 𝕏 приблизно $5,5 млн. Таким чином, зміна назви та реструктуризація компанії, проведена Ілоном Маском, не змогли зупинити падіння вартості Twitter.

## Застосування
- 10 квітня 2008 року, Джеймс Бак, на той час студент журналістики в університеті Берклі та його перекладач, були заарештовані в Єгипті за фотографування антиурядових виступів. Дорогою в поліцейський відділок, Бак зміг передати слово «заарештований» своїм 48 кореспондентам у Twitter. Це повідомлення було моментально передано до університету, посольства США у Каїрі та деякі ЗМІ. Для Бака було найнято адвоката, і його звільнили з-під арешту вже наступного дня[75][76].
- Зіткнення пасажирського літака рейсу US Airways 1549 зі зграєю птахів у січні 2009 року з подальшим приземленням у води Гудзона не обійшлося без Twitter. Яніс Крам (Janis Krum), який перебував на одному з поромів, що плив на допомогу, сфотографував літак, що впав, і «твітнув» зображення до того, як ЗМІ прибули до місця події.
- Дослідження журналу New Scientist підтвердило перевагу Twitter над традиційними ЗМІ. Точніше, дослідження порівняло технології Web 2.0 зі звичними засобами інформації, і мікроблог отримав перевагу для планування заходів при рятувальних операціях. Наприклад, Червоний Хрест в Америці вже використовує Twitter для обміну щохвилинною інформацією про локальні події, пов'язанні з діяльністю організації.

### Twitter Blue
Twitter Blue — це добровільна платна підписка, яка додає до облікового запису користувача синю галочку та дає ранній доступ до обраних нових функцій, наприклад, до функції редагування твітів. Була впроваджена у лютому 2023 року. Крім синьої галочки, Twitter Blue пропонує функції, які підвищують зручність використання Twitter, дозволяючи передплатникам налаштувати інтерфейс відповідно до своїх потреб. Передплатники отримують доступ до потужних інструментів керування, призначених для персоналізації Twitter, а також до новітніх функцій, які ще не доступні іншим користувачам.

## Twitter в Україні

### 2010
У 2010 році протягом пів року кількість користувачів Twitter в Україні зросла удвічі. Понад 27 % українських користувачів Twitter писали українською (2009 таких було 15 %). У березні 2010 року в Україні було 35500 облікових записів, це 20 % від усього кириличного Twitter — більше, ніж для будь-якого іншого блогохостинга.
5 % усіх твітів — це ретвіти, 25 % містили Twitter-нік. 67 % твітів містять посилання, з яких 40 % — скорочені посилання, а 12 % — посилання на ЗМІ. Ця статистика загальна для кириличного Twitter.
Географічно користувачі Twitter в Україні були розподілені так:
- Київ — 59 %
- Харків — 9 %
- Одеса — 7 %
- Львів — 6 %
- Дніпро — 3 %
- Донецьк — 3 %
- Севастополь — 2 %
- Луганськ — 1,5 %
- Сімферополь — 1,2 %
- Миколаїв — 1 %
- решта — 8 %

Twitter також фігурує в політичному житті України. Так, наприкінці лютого 2010 року народний депутат Леся Оробець за допомогою цього сервісу транслювала хід закритого засідання фракції НУ-НС. 24 лютого 2009 року в мережі Twitter було відкрито представництво Президента Ющенка. 15 лютого 2011 року у Twitter почала писати Юлія Тимошенко.

### 2011
На осінь 2011 року в Україні було зареєстровано 160 тис Twitter-акаунтів — удвічі більше, ніж було минулого року. За рік Twitter став ще україномовнішим. Якщо в 2010 році українською хоч інколи твітили 29 % твіттерян України (тоді це становило 23 тис тві-користувачів), то зараз таких 45 %, тобто 72000. Середня кількість символів у твіті з України — 69. Це трохи більше, ніж в Росії — у середньому 66 символів. А твіт українською мовою довший ще на один символ, його довжина — 70 символів.

### 2012— локалізація
У середині травня 2012 року в Центрі перекладу Twitter було додано українську мову. Перекладачі-добровольці з числа твіттерян одразу зайнялися локалізацією сервісу.
Від 20 березня 2012 року користувачам стала доступна бета-версія україномовного інтерфейсу.
З 4 липня 2012 року Twitter офіційно отримав україномовну локалізацію. Вибрати українську мову можна в налаштуваннях аккаунту.

### 2013—2019
Навесні 2013 року українські мікроблоги вперше були допущені до участі в конкурсі The BOBs і найкращим було визнано обліковий запис @Ola_Suprun [Архівовано 24 березня 2019 у Wayback Machine.] дубненської твіттерянки Ольги Супрун, що живе й працює у Львові. Їй складали конкуренцію акаунти Святослава Вакарчука, Олександри Кольцової та інших.
Поряд з Facebook, Twitter став важливим інструментом мобілізації українців під час Євромайдану. Це підвищило інтерес до мережі, привабило багатьох нових користувачів. Однак цей же та наступний рік стали переломними в розвитку негативних тенденцій. Як зазначають експерти в статті Отара Довженка Що не так з українським твіттером [Архівовано 18 лютого 2018 у Wayback Machine.], з «освіченої тусовки, яка вміє коротко і влучно формулювати думки» ця соціальна мережа перетворилася на ще одне поле інформаційної війни, «де мільйон людей пише, але не читає».

### 2022
У грудні соцмережа припинила приймати абонентів українських телефонних номерів (код +380): було заблоковано реєстрацію нових облікових записів та верифікацію вже наявних. Це може бути технічною проблемою, пов'язаною із розпочатою соцмережею боротьбою із ботами.

## Глосарій
- Читати (англ. Follow, слідкувати, стежити) — бути підписаним на стрічку одного з користувачів Twitter.
- Читач (англ. Follower, той, хто слідує, послідовник) — користувач Twitter, що стежить за чиєюсь стрічкою, підписаний на неї.
- Твіт (англ. Tweet) — повідомлення у Twitter довжиною до 280 символів.
- Твівент (англ. Twevent, Twitter-зустріч) — зустріч користувачів Twitter поза віртуальним простором. Захід має певну програму та організаторів.
- Хештеґ (англ. Hashtag) — спеціальна мітка у твітах, яка дає змогу об'єднати повідомлення різних авторів у єдине обговорення. Позначається як слово (віднедавна — не лише латиницею), що починається із символу #. Хештеґ у Twitter — це посилання, натиснувши на яке, можна побачити (в хронологічному порядку) всі повідомлення, які містять даний хештеґ.
- Твіттерв'ю — короткий коментар конкретного питання у Twitter. Утворене поєднанням слів Twitter та інтерв'ю[84].
- Ретвіт (англ. Retweet)  — повторна публікація свого чи чужого твіта.

## Мобільний
- Twitter має мобільні додатки для iPhone, iPad, Android, Windows 10, Windows Phone, BlackBerry та Nokia S40.Користувачі також можуть надсилати SMS у чаті.
- У квітні 2017 року Twitter представила Twitter Lite, прогресивний вебдодаток, призначене для регіонів з ненадійними та повільними Інтернет-з'єднаннями, розміром менше одного мегабайта, призначеного для пристроїв з обмеженим обсягом пам'яті.
- Це було випущено в країнах з повільним доступом до Інтернету, таких як Філіппіни.

## Сторонні програми
- Протягом багатьох років Twitter обмежив використання сторонніх додатків, які отримують доступ до сервісу, шляхом впровадження 100 000 користувацьких обмежень для кожної програми.
- З серпня 2010 року стороннім програмам Twitter було потрібно використовувати OAuth — метод автентифікації, який не вимагає від користувача введення пароля в програму автентифікації. Це було зроблено для підвищення безпеки та вдосконалення взаємодії з користувачами.

## Опитування
- У 2015 році Twitter почав розвивати здатність додавати опитування до твітів. Опитування відкриті до 7 днів, а виборці не ідентифікуються особисто. До опитування необхідно додати від двох до чотирьох варіантів відповіді, кожен з яких має бути до 25 символів.

## Популярні теми
- Слово, словосполучення або тема, згадані більш високими темпами, ніж інші, називають «популярною темою». Тенденційні теми стають популярними як за спільними зусиллями користувачів, так і через подію, що спонукає людей говорити про певну тему. Ці теми допомагають Twitter та його користувачам зрозуміти, що відбувається у світі, і що таке думка людей.
- Традиційні теми іноді є результатом узгоджених зусиль і маніпуляцій з боку претендентів і підлітків фанів певних знаменитостей або культурних явищ, зокрема музиканти, такі як Lady Gaga (відомі як Little Monsters), Джастін Бібер (Beliebers), Rihanna (Rih Navy) та One Direction (Directioners), і новітні серії Сутінки (Twihards) і Гаррі Поттера (Potterheads). В минулому Twitter змінив алгоритм тренду, щоб запобігти маніпуляціям цього типу з обмеженим успіхом.
- Вебінтерфейс Twitter показує список популярних тем на бічній панелі на домашній сторінці разом із спонсорським вмістом.
- У Twitter часто трактують цензори хештеґів, які, як стверджують, є образливими або образливими. Twitter цензує хештеги #Thatsafrican і #thingsdarkiessay після того, як користувачі скаржаться на те, що вони знайшли хештеґи образливими. Існують твердження, що Twitter вилучив #NaMOinHyd з списку трендів і додав інтерактивний хеш-тег, який підтримував індійський національний конгрес.

## Перевірка облікових записів
- У червні 2009 року, після того, як він був підданий критиці Кані Уест і поскаржився Тоні Ла Русса на несанкціоновані облікові записи під керуванням імплікаторів, Twitter розпочав програму «Verified Accounts». Twitter заявив, що обліковий запис із верифікаційним знаком вказує на те, що «ми контактували з особою чи юридичною особою, яку представляє обліковий запис і підтверджуємо, що вона схвалена». Після бета-періоду, Twitter заявив, що компанія «активно перевіряє облікові записи на постійній основі, щоб користувачам було легше знайти тих, кого вони шукають», і що вони «не приймають запити для перевірки з боку широкої громадськості».
- У липні 2016 року Twitter оголосив про публічний процес подання заявки на підтвердження статусу облікового запису, «якщо це визнано, що він відповідає інтересам суспільства», і що перевірка «не означає підтвердження». Починаючи з листопаду 2017 року Twitter продовжував відмовляти в перевірці Джуліана Ассанжа, незважаючи на його прохання. У листопаді 2017 року компанія призупинила процедуру верифікації та оголосила про плани уточнити її у відповідь на реакцію після того, як білий націоналіст Джейсон Кесслер підтвердив свій обліковий запис на Twitter.
- Підтверджений статус дозволяє отримати доступ до деяких функцій, недоступних для інших користувачів, наприклад, перегляд новин лише інших підтверджених облікових записів.
- 8 березня 2018 року, у прямому ефірі потоку Periscope Twitter, Дорсі обговорив ідею дозволити будь-якому користувачеві отримати підтверджений обліковий запис. «Метою є відкрити перевірку всім, і зробити це таким чином, щоб це було масштабоване, де [Twitter не є способом]», сказав Дорсі. «І люди можуть перевірити більше фактів про себе, і ми не повинні бути суддею або передбачати будь-який упередження з нашого боку».

## Збої в роботі

### Твітапокаліпсис
Твітапокаліпсис (англ. TwitApocalypse) — обвал та плутанина в повідомленнях у Twitter. Через різке зростання повідомлень, сервіс Twitter вже двічі пережив твітапокаліпсис. Перший — в червні 2009 року, коли ID-номери записів почали плутатися у зв'язку з перевищенням максимального значення 32-розрядних цілих чисел зі знаком (більше за 231 — 1 = 2 147 483 647). Другий — у вересні 2009 року, коли значення тих же записів перевищило найбільше можливе значення беззнакового цілого числа (232 — 1 = 4 294 967 295).

### DDoS-атака на платформу 𝕏
12 серпня 2024 року Ілон Маск заявив, що на платформу 𝕏 була здійснена масова розподілена атака типу «відмова в обслуговуванні» (DDoS-атака), а саме напад на комп'ютерну систему з наміром зробити комп'ютерні ресурси недоступними користувачам, для яких комп'ютерна система була призначена. Кібератака була спрямована на перешкоджання доступу користувачів до платформи та збіглася у часі із заходом на 𝕏 Spaces, де Маск мав заплановане інтерв'ю з кандидатом у президенти США від Республіканської партії Дональдом Трампом.

### Інші причини
5 вересня 2024 року, згідно повідомлення моніторингового сервісу Downdetector, у роботі соцмережі 𝕏 в низці країн спостерігався збій. За його відомостями, 61 % користувачів відзначили збої в роботі застосунку, 37 % скаржилися на роботу сайту, 2 % зазнавали труднощів з підключенням до серверу. Найбільше скарг надходило зі США.
7 вересня 2024 року, після 17:00, у соцмережі 𝕏 стався черговий глобальний збій, в результаті якого користувачі по всьому світу почали скаржитися на проблеми з роботою застосунку та вебсайту. 52 % скарг були пов'язані з роботою застосунку, 46 % – з вебсайтом, ще 2 % користувачів мали труднощі під час авторизації.
10 березня 2025 року, користувачі 𝕏 протягом дня повідомляли про збої в роботі соцмережі. Згідно повідомлення моніторингового сервісу DownDetector, ним також було зафіксовано зростання кількості сповіщень про збої протягом останніх 24 годин, вони стосувалися як роботи вебсайту, так і застосунку.
27 березня 2025 року, о 20:30, у роботі соцмережі 𝕏 стався збій. Згідно повідомлення моніторингового сервісу Downdetector, у 56 % користувачів виникли проблеми з роботою додатка, 38 % користувачів скаржилися на збій у роботі вебсайту соцмережі, ще 6 % прозвітували про відсутність з’єднання з сервером.
24 травня 2025 року соцмережа 𝕏 виявилася недоступною для мільйонів користувачів по всьому світу. Згідно повідомлення HotHardware з посиланням на видання Wired, причиною масштабного збою стала пожежа в дата-центрі PDX11 у місті Хілсборо, штат Орегон (США) компанії Digital Realty, яка обслуговує інфраструктуру Ілона Маска (Elon Musk). Пожежники, які прибули на місце пожежі з'ясували, що спалах виник у акумуляторній установці центру.

## Блокування
Блокування в соціальній мережі 𝕏 розподіляють на зовнішні та власні (внутрішні). До зовнішнього блокування відносяться спроби блокування мережі, наприклад, владою конкретної країни. До внутрішнього блокування відносяться блокування соціальної мережі та блокування акаунту, що може здійснюватися безпосередньо засновниками 𝕏 та/або її теперішніми власниками.

### Зовнішні блокування
На початку червня 2021 року Федеральний уряд призупинив на невизначений термін діяльність служби мікроблогів і соціальних мереж Twitter в Нігерії. Заборона послідувала відразу після того, як Twitter видалив твіт президента Мухаммаду Бухарі. Суд Економічного Співтовариства західноафриканських держав (ЕКОВАС) заборонив владі Нігерії переслідувати користувачів Twitter. Соцмережа не працювала в країні сім місяців.
У липні 2021 року наглядові органи Узбекистану обмежили використання Twitter в країні через порушення закону про персональні дані.
Станом на 9 квітня 2024 року, соцмережа 𝕏 заборонена в Ірані, Китаї, М'янмі, Пакистані, Північній Кореї, РФ, Туркменістані.
30 серпня 2024 року, як повідомило агентство Reuters, суддя Верховного суду Бразилії ухвалив рішення «негайно закрити» онлайн-платформу 𝕏 на території країни. Рішення ухвалене після закінчення запропонованого Верховним судом 29 серпня 24-годинного терміну для призначення офіційного представника 𝕏 у Бразилії. 2 вересня 2024 року колегія з п’яти членів Верховного суду Бразилії одноголосно проголосувала за підтримку рішення судді Александра де Мораеса про блокування платформи 𝕏 в країні за недотримання місцевих норм. Відповідно, згідно повідомлення DW, 7 вересня 2024 року, близько 45 тисяч людей у всій Бразилії, переважно в Сан-Паулу, протестували проти блокування соціальної мережі 𝕏 у Бразилії з вимогою не втручатися у свободу та не згортати демократію.

### Внутрішні блокування

#### Блокування облікових записів
В 2021 році Twitter заблокував акаунт експрезидента США Дональда Трампа після осади Капітолія, звинувачуючи його у підбурюванні прихильників до насильства. Адвокати Трампа подали клопотання до окружного суду США в Маямі, вимагаючи винесення попередньої судової заборони проти Twitter і його генерального директора Джека Дорсі.
У липні 2021 року Twitter заблокував новий акаунт білоруського опозиційного журналіста Романа Протасевича. Причина блокування невідома, однак незалежні ЗМІ підозрювали, що його ведуть під контролем білоруських силовиків. Відновити обліковий запис вдалося завдяки спілкуванню з техпідтримкою Twitter.
У травні 2022 року Ілон Маск, який на цей момент оголосив про купівлю соцмережі Twitter, заявив, що розблокує в ньому акаунт експрезидента США Дональда Трампа. Згодом призупинив процес купівлі, нібито через 50-90 % спам-ботів акаунтів. 19 жовтня він опублікував: Опитування чи згідні користувачі щоб розблокувати Трампа так або ні? Результатами голосування було 51,8 % (Так) та (Ні) 48,2 %. Через декілька годин він розблокував його акаунт.
22 березня 2025 року, за повідомленням американської медіа-організації Politico, соцмережа 𝕏 призупинила роботу кількох акаунтів опозиційних діячів у Туреччині на тлі масових громадянських заворушень у країні, які почалися після арешту мера Стамбула.

## Забезпечення безпеки користувачів

### Протидія скрейпінгу даних
1 липня 2023 року, Twitter повідомив, що тимчасово обмежує для користувачів кількість переглядів постів на добу. За словами Ілона Маска це було зроблено для того « щоб протистояти екстремальному рівню збору даних та маніпуляціям із системою, ми застосували такі тимчасові обмеження: перевірені акаунти обмежені в читанні 6000 повідомлень на день; неперевірені акаунти — 600 повідомлень на день; нові неперевірені акаунти — 300 повідомлень на день». Передувало таким діям те, що напередодні, 30 червня 2023 року стало відомо рішення Twitter вимагати від користувачів мати обліковий запис у соціальній платформі для перегляду твітів. Маск назвав це «тимчасовим надзвичайним заходом».

### Попередження фактів шахрайства з криптовалютою
На початку серпня 2023 року, Twitter призупинив обліковий запис популярного бота зі штучним інтелектом, пов'язаного з мемами Twitter-боту «Explain This Bob» на основі OpenAI після того, як Ілон Маск назвав це «шахрайством». «Explain This Bob» — це Twitter-бот на основі OpenAI, криптовалюти $BOB і децентралізованої біржі криптовалют BobSwap, який пояснює твіти, залишаючи коментарі, коли користувач Twitter позначає його. Бот, який представлений варіацією Pepe the Frog, був запущений у травні 2022 року та став досить популярним протягом наступних місяців.
24 грудня 2024 року, за даними блокчейн-слідчого ZachXBT, невідомий хакер зв період з 26 листопада по 24 грудня ц.р. зламав 15 криптовалютних акаунтів 𝕏, заробивши близько $500 000 через фішингові шахрайства з мемкоїнами. Цей випадок торкнувся великих облікових записів, таких як Kick, Cursor і The Arena, з аудиторією понад 200 000 підписників.

### Боротьба зі спамом та дезінформацією
У рамках боротьби зі спамом та дезінформацією соціальна мережа 𝕏 (раніше Twitter) випробовує новий підхід — обов'язкову підписку. У рамках цього нового експерименту всіх користувачів у цих регіонах просять вносити скромну плату в розмірі 1 $ на рік. Ця плата поширюється на осіб, які бажають брати участь у таких видах діяльності, як розміщення постів, вподобання, відповіді на повідомлення та обмін посиланнями на сторінках 𝕏. Експеримент все ще перебуває на початковій стадії і наразі стосується виключно користувачів у Новій Зеландії та на Філіппінах. Для мешканців зазначених регіонів, які віддають перевагу додатковим функціям, є також альтернатива. Вони можуть сплатити 7,99 $ на місяць за преміум-послуги, які включають аутентифікацію облікового запису та пропонують більш високі рівні безпеки і можливостей.

### Блокування викладеної інформації
11 жовтня 2024 року, за повідомленням видання The New York Times, соцмережа 𝕏 заблокувала досьє кандидата у віце-президенти США за запитом президентської кампанії Дональда Трампа. В свою чергу, соцмережа 𝕏 повідомила, що заблокувала посилання на матеріал, посилаючись при цьому на те, що він містить конфіденційну персональну інформацію, зокрема номер соціального страхування одного з сенаторів США.

### Розслідування можливих спотворень в роботі алгоритмів рекомендацій
7 лютого 2025 року, згідно повідомлення France Info, прокуратура Парижа (Франція) розпочала розслідування роботи соцмережі 𝕏 через можливе спотворення роботи алгоритму рекомендацій. Слідчі разом із фахівцями з питань кіберзлочинності проводять початкові технічні перевірки та аналізують алгоритми 𝕏. Згідно повідомлення в Financial Times, 𝕏 повідомила, що французькі правоохоронці вимагали надати доступ до алгоритму рекомендацій платформи, а також до інформації про всі публікації користувачів.

## Судові процеси
В серпні 2023 року, за повідомленням CBS News, в Саудівській Аравії 54-річного Мухаммеда аль Гамді засудили до смертної кари за критику влади в мережі 𝕏 (Twitter).
4 вересня 2024 року, як повідомило агентство Reuters, Федеральний суд у Сан-Франциско (США) ухвалив, що близько півтори сотні звільнених працівників 𝕏 можуть подати колективний позов проти компанії за дискримінацію. «Окружна суддя США Сьюзан Іллстон у рішенні, оприлюдненому напередодні ввечері, вказала, що справа стосується загального запиту щодо впливу масового звільнення в компанії у 2022 році на працівників віком старше 50 років», – зазначається у повідомленні. Як було встановлено, власник медіа-платформи 𝕏 Ілон Маск, опинився в центрі юридичного скандалу після радикального омолодження свого колективу. Він звільнив 60 % співробітників, старших 50 років, та 75 % тих, кому більше 60. Тепер компанія може зіткнутися з численними позовами про дискримінацію за віком. Позов до суду ініціював колишній працівник відділу комунікацій компанії, який стверджує, що звільнення було спрямоване саме на працівників старшого віку. Суддя дозволила адвокатам заявника приєднати до позову інших звільнених працівників, що може призвести до багатомільйонних компенсацій за рішенням суду.

## Штрафи

### 2020
15 грудня 2020 року, згідно повідомлення агентства Reuters, ірландська комісія із захисту даних (DPC) оштрафувала компанію Twitter на €450 тис у зв'язку з недостатньо швидким розкриттям інформації про витік даних. DPC оштрафувала Twitter через те, що приватні твіти помилково стали загальнодоступними, а компанія вчасно про це не повідомила.

### 2021
23 грудня 2021 року, згідно повідомлення агентства Interfax, мировий суд Москви призначив компанії Twitter ще один штраф на суму 3 млн рублів (близько $41 тис) через відмову компанії видалити заборонений у РФ контент.

### 2023
9 серпня 2023 року, суд у США оштрафував соціальну мережу 𝕏 (колишній Twitter) через зволікання та перешкоджання з розслідуванням справи експрезидента США Дональда Трампа. Про це повідомило агентство Reuters з посиланням на постанову Апеляційного суду США по округу Колумбія. Спеціальний прокурор США, який розслідує дії Дональда Трампа, отримав ордер на обшук облікового запису колишнього президента у Twitter у січні 2023 року. Але, згідно з висновком апеляційного суду США, соціальна мережа відклала його виконання. Апеляційний суд США в окрузі Колумбія підтвердив рішення федерального судді про визнання дій Twitter неповажними. Відповідно, соцмережу оштрафували на $350 тис.
15 жовтня 2023 року, згідно повідомлення агентства Reuters, австралійський регулятор оштрафував соціальну мережу 𝕏 (колишній Twitter) на $386 тис за відмову співпрацювати з розслідуванням щодо жорстокого поводження з дітьми. Згідно з австралійськими законами, які набули чинності в 2021 році, регулятор може змусити інтернет-компанії надати інформацію про свої методи безпеки в Інтернеті, інакше їм загрожує штраф. Якщо 𝕏 (Twitter) відмовиться платити штраф, регулятор може подати на компанію в суд.

### 2024
У липні 2024 року, на сайті Європейської комісії було зазначено, що соцмережі 𝕏 (колишній Twitter) у ЄС загрожує штраф у 6 % обороту через порушення закону, зокрема через продаж синіх галочок. Претензії викликала політика верифікації акаунтів у 𝕏. Користувачі можуть думати, що облікові записи з синьою позначкою є перевіреними мережею, хоча насправді галочку можна отримати за оплату підписки.
13 вересня 2024 року, суддя Верховного суду Бразилії ухвалив рішення вилучити кошти у сумі понад 7,2 млн бразильських реалів (близько €1,17 млн) з рахунку 𝕏 (колишній Twitter) та майже 11 млн бразильських реалів (близько €1,8 млн) з рахунку Starlink, які соцмережа 𝕏 (колишній Twitter) заборгувала Бразилії у вигляді штрафів.
27 вересня 2024 року, Верховний суд Бразилії повідомив, що згідно з судовим документом, соціальна платформа 𝕏 (колишній Twitter) повинна сплатити трохи більше ніж $5 млн штрафів, перш ніж їй буде дозволено відновити роботу в країні.